# Stactobia gomerina
Stactobia gomerina är en nattsländeart som beskrevs av Lazar Botosaneanu 1981. Stactobia gomerina ingår i släktet Stactobia och familjen smånattsländor. Inga underarter finns listade i Catalogue of Life.